# Карафтит
Карафтит (рос. Карафтит) — селище Баунтовського евенкійського району, Бурятії Росії. Входить до складу Сільського поселення Вітімканське.
Населення — 4 особи (2015 рік).